# Mich Gerber

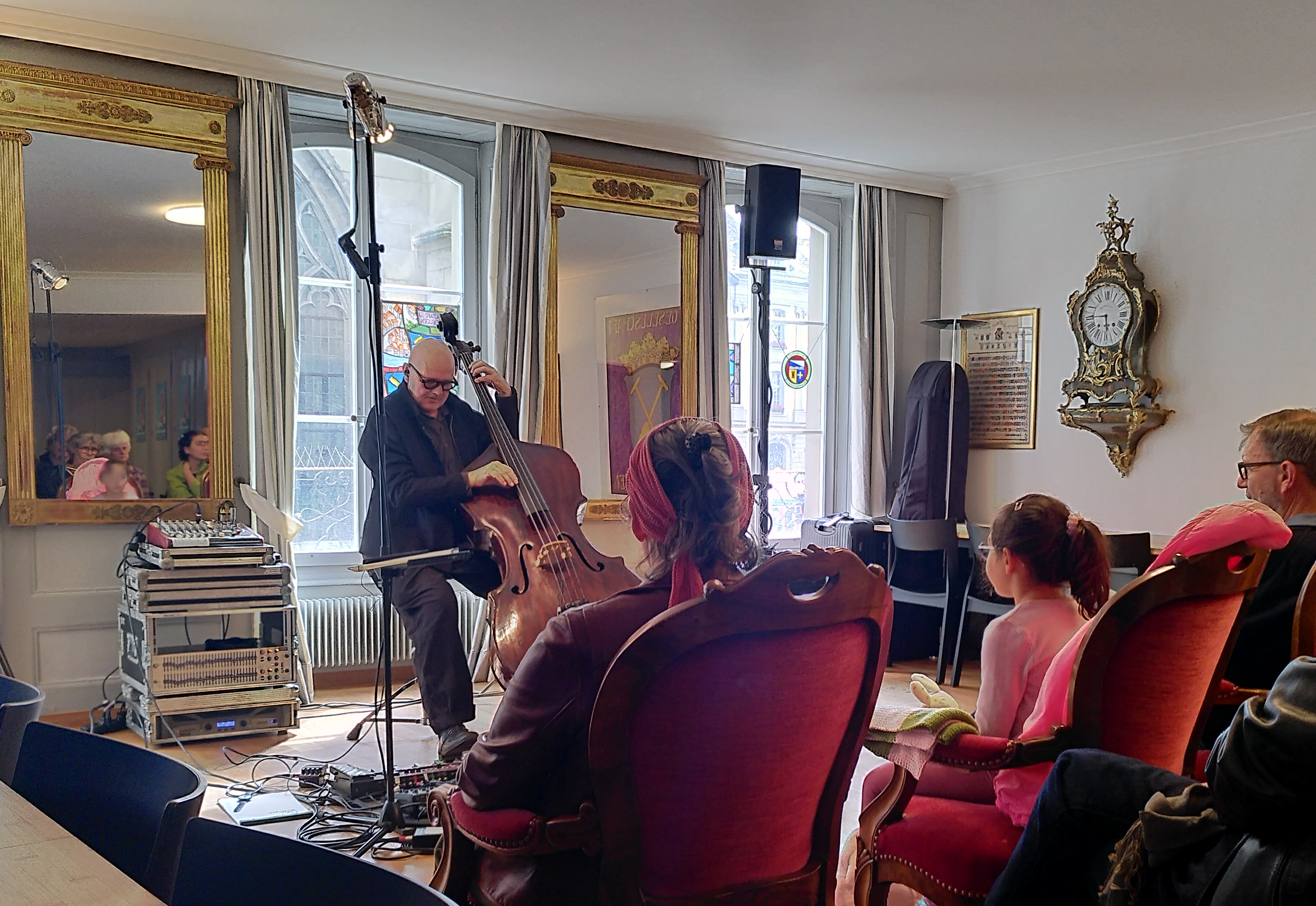
Mich Gerber bei einem Konzert 2024

Mich Gerber (* 1957; gebürtig Michael Gerber) ist ein Berner Komponist und Musiker. Mich Gerber hat als einer der ersten auf der Bühne ein Livelooping-System eingesetzt: damit bildet er gemeinsam mit seiner Bassvioline und dem Live Sampling System ein solo-akustisches Bass-Orchester. Ausserdem hat er den Stellenwert des Kontrabasses neu definiert, indem er das Instrument als Leadinstrument einsetzt. Mich Gerber geht seinen eigenen musikalischen Weg und komponiert neue Musik, die sich schwer einordnen lässt.

## Leben
Mich Gerber stammt aus einer Musikerfamilie. Seine Mutter ist Organistin, sein Vater Geiger. Sein erster Beruf ist Theatermaler. Seine musikalische Laufbahn beginnt schon früh, aber erst als Student an der Musikhochschule Bern wendet er sich dem Kontrabass zu. Auf der Suche nach verschiedenen musikalischen Formen spielt er nicht nur in vielen verschiedenen Formationen (unter anderem auch bei der in der Schweiz populären Formation Stiller Has), sondern reist vor allem auch durch verschiedene Kontinente und lässt sich von der Musik der verschiedenen Kulturen inspirieren. Zurück in der Schweiz, beginnt er mit der Realisierung seines Solo-Projekts. Er lebt in Bern.

## Musik
Mich Gerbers erste Solo-CD Mystery Bay erschien 1997 und fand international starke Beachtung. Kurz darauf begann die Zusammenarbeit mit Drummer Gert Stäuble, zuerst auf der Bühne, dann auch im Studio. Mich Gerber entdeckte, dass sich seine Klanggemälde auch zu stimmungsvollen Songs verdichten liessen und lud für die CD Amor Fati die englische Sängerin Imogen Heap ein. Mit dem Album Tales of the Wind (produziert von Gert Stäuble und dem Elektroniker Oli Kuster) sponn Mich Gerber seine musikalische Geschichte weiter. Zum Atmosphärischen kam verstärkt noch ein erzählerisches Element dazu, das besonders in den beiden von Jaël (Lunik) gesungenen Liedern zum Tragen kommt. Gäste wie der ägyptische Oud-Spieler Ahmad El Sawy und der indische Bansuri-Flötenspieler Sujay Bobade bereichern das Album.
Das Album Wanderer ist ein musikalisch reduziertes Werk: nebst dem Kontrabass, Drums und Perkussion ist die menschliche Stimme in ihrer Vielfalt von Sprechgesang über gregorianische Gesänge bis hin zum Rap eingesetzt. Mich Gerber näherte sich Schritt für Schritt einer persönlich geprägten Weltmusik an, die natürliche und elektronische Klänge, Technik und Handwerk, Lokales und Weltläufiges miteinander verbindet.
Eine weitere Kooperation bestand mit Al Comet (aka Mahadev Cometo) von den Young Gods, der Sitar spielt. Der Sound wurde dadurch treibend bis ekstatisch. Sie gaben ein paar Konzerte im Jahr 2013. Mit zwei weiteren Musikern, Wolfgang Zwiauer und Andi Pupato, bilden sie die All Star Jam Band. Mit letzterem nahm Gerber das Album Shoreline auf, welches 2018 veröffentlicht wurde und mit einer Tour vorgestellt wurde.

## Technik
In seiner eigenen Live-Sampling-Technik findet Gerber die optimale Möglichkeit, sich auf der Bühne selber zu begleiten und so seine Solo-Ideen auch ohne weitere Musiker live umsetzen zu können. Er hat ein System entwickelt, mit dem er Lagen über Lagen live aufnimmt und wiedergibt, bis eine dichte, rhythmisch und melodiös reichhaltigen Klanglandschaft entsteht.
Dabei setzt er den gesamten Klangkörper seines Instrumentes ein: Mich Gerber schafft Klänge mit einem gezupften Bassriff, mit gestrichenen Harmonien, durch die Welt der Obertöne, mit Perkussivem und Geräuschhaftem. Kurz die erweiterte Klangwelt des modernen Kontrabassspiels.

## Diskografie Mich Gerber
- Mystery Bay (1997)
- Live (1998)
- Amor Fati (2000)
- The Endless String (Best Of, 2003)
- Tales of the Wind (2004)
- Wanderer (2008)
- Shoreline (2018)
- Drifting Clouds (2024)